# Lydia Mangweloune
Lydia Mangweloune née en 1886, est une noble camerounaise de Foumban, catéchumène évangélique, membre du conseil de Foumban et épouse d'un chef Bamoun, rendue célèbre par le portrait réalisé vers 1911-1915 par la missionnaire et photographe suisse Anna Wuhrmann (de),.

## Portrait par Anna Wuhrmann
La photo, qui fait partie d'un lot de photos, a été envoyée par Anna Wuhrmann à Jean-René Brutsch, missionnaire de la Société des missions évangéliques de Paris.
Le portrait servit à des illustrations de couvertures de livres, d'articles, avec la légende « chrétienne de Foumban ».